# Syndicat national des infirmiers-anesthésistes
Le syndicat national des infirmier(e)s-anesthésistes (SNIA) est un syndicat professionnel français d'infirmier(e)s-anesthésistes diplômé(e)s d'état (IADE), créé en 1951, dont le siège est situé à Paris dans le 17e arrondissement.
Il a pour rôles : l'information, la défense, la promotion et la représentation officielle de la profession d'infirmier(e)-anesthésiste diplômé(e) d'état (I.A.D.E). Il est le représentant officiel de la filière infirmière-anesthésiste auprès des institutions. Il publie les recommandations professionnelles pour l'exercice de la profession d'infirmier(e)-anesthésiste. Il réalise également des études et enquêtes sur la démographie, les pratiques professionnelles et la qualité de vie au travail.
Le SNIA est membre de droit du Haut conseil des professions paramédicales(HCPP) dans lequel il siège avec d'autres représentants paramédicaux pour représenter la profession spécifique d'infirmier(e)-anesthésiste diplômé(e) d'état.
Le SNIA est membre fondateur et siège au sein du Collège Infirmier Français, il siège également dans la commission scientifique paramédicale de l'agence nationale du développement professionnel continu (ANDPC) pour statuer et orienter les formations continues destinées aux infirmier(e)s-anesthésistes.
Le SNIA est affilié à l'International Fédération of Nurse Anesthetists (IFNA) dont il est membre fondateur.
Le SNIA est membre fondateur du Conseil National Professionnel des Infirmier(e)s-Anesthésistes (CNPIA).